# 本間千代吉 (初代)
初代 本間 千代吉（ほんま ちよきち、1857年1月15日（安政3年12月20日） - 1917年（大正6年）2月26日）は、明治時代の政治家。貴族院多額納税者議員。幼名・源四郎、名・応家。

## 経歴
本間千五郎応次、たに子の二男として上野国佐位郡市場村（赤堀村、赤堀町を経て現伊勢崎市）に生まれる。佐渡国の戦国武将、本間高統の後胤。幼少期に文学に目覚め、足立春英に漢学などを学ぶ。慶応元年7月（1865年）亡兄十四松の跡を継いだ。1880年（明治13年）市場村外五箇村戸長に就任。ついで連合村会議員を経て、1885年（明治18年）3月、最多票数を獲得し佐位郡選出の群馬県会議員となる。1887年（明治20年）12月、満期退職後、佐波郡会議員、同参事会員などを歴任した。
1897年（明治30年）群馬県多額納税者として貴族院議員に互選され、同年9月29日から1911年（明治44年）9月28日まで2期在任した。

## 親族
- 養子・甥：2代本間千代吉（貴族院多額納税者議員）
- 弟：本間三郎（衆議院議員・2代千代吉の父）[4]